# Sarcodon humilis
Sarcodon humilis är en svampart som beskrevs av Maas Geest. 1971. Sarcodon humilis ingår i släktet Sarcodon och familjen Bankeraceae.   Inga underarter finns listade i Catalogue of Life.